# Sarıqaya
Sarıqaya è un comune dell'Azerbaigian situato nel distretto di Zərdab. Conta una popolazione di 677 abitanti.